# أدولفو راميريز
أدولفو راميريز (بالإسبانية: Adolfo Ramírez) هو مصارع هاوي أرجنتيني، ولد في 25 مارس 1922 في زاراتي، بوينس آيرس في الأرجنتين.

## وصلات خارجية
- أدولفو راميريز على موقع قاعدة بيانات المصارعة الدولية (الإنجليزية)
- أدولفو راميريز على موقع أوليمبيديا (الإنجليزية)